# Nicolás Medina
Pour les articles homonymes, voir Medina.
Nicolás Medina est un footballeur argentin né le 17 février 1982 à Buenos Aires. Il évolue au poste de milieu central.

## Biographie

### Carrière en équipe nationale
Avec l'Argentine, il devient champion olympique aux Jeux olympiques d'été de 2004. International A, il fait partie aussi du groupe argentin finaliste lors de la Copa América 2004.

## Palmarès
Avec l'Argentine :
- Vainqueur de la Coupe du monde des moins de 20 ans 2001
- Médaille d'or aux Jeux olympiques d'été de 2004
- Finaliste de la Copa América 2004